# Afta
Afte su ranice koje se pojavljuju na unutrašnjosti usne duplje. Karakteristične su po bolu koji se javlja pri žvakanju i osobe sa aftama imaju karakteristične izraze lica. Povrede usne duplje se redovno javljaju ali su afte pojava nezarastanja tih ranica i njihovog gnojenja.
Mogu se javiti kao posledica stresa i sniženog imuniteta. Rapamicin (imunosupresant) ima afte kao nuspojavu.

## Uzroci nastanka afti
1. Trauma Iako tačan uzrok afti nije potpuno razjašnjen, povrede ili trauma u ustima, kao što su povrede četkicom za zube ili slučajno ujedanje unutrašnjeg dela obraza, mogu izazvati nastanak afti
2. Slabljenje imunološkog sistema Osobe sa oslabljenim imunološkim sistemom, bilo zbog bolesti, stresa ili drugih faktora, imaju veću predispoziciju za pojavu afti
3. Određena hrana Neke namirnice poput citrusa, čokolade, kafe ili začinjene hrane mogu izazvati pojavu afti kod osetljivih osoba.

## Lečenje
Većina Afti prolazi sama od sebe za nedelju ili dve dana. Ukoliko se lečenje same afte prolongira, to može ukazivati na veći problem sa imunim sistemom, u kom slučaju je potrebno javljanje lekaru ili stomatologu ukoliko se jave neuobičajeno velike ili bolne afte ili afte koje ne zarastaju.